# Klebanivka, Pidvolociîsk
Klebanivka (în ucraineană Клебанівка) este localitatea de reședință a comunei Klebanivka din raionul Pidvolociîsk, regiunea Ternopil, Ucraina.

## Demografie
Componența lingvistică a localității Klebanivka
     Ucraineană (99,8%)
     Alte limbi (0,2%)
Conform recensământului din 2001, majoritatea populației localității Klebanivka era vorbitoare de ucraineană (99,8%), existând în minoritate și vorbitori de alte limbi.